# Rassvet (Aleksàndrovka)
|  | Per a altres significats, vegeu «Rassvet». |

Rassvet - Рассвет (rus) - és un khútor del krai de Krasnodar, a Rússia. És a la costa nord de la península de Ieisk, a la vora de la mar d'Azov, a 14 km al sud-est de Ieisk i a 179 km al nord-oest de Krasnodar. Pertany al municipi d'Aleksàndrovka.